# Whitechapel (série télévisée)
Pour les articles homonymes, voir Whitechapel.
Whitechapel est une série télévisée policière et dramatique britannique en 18 épisodes de 45 minutes produite par Carnival Films diffusée entre le 2 février 2009 et le 9 octobre 2013 sur ITV.
En France, la série est diffusée depuis le 18 décembre 2009 sur Arte et Paris Première.

## Synopsis
Des policiers du district de Whitechapel, à Londres, enquêtent sur des meurtres reproduisant des crimes historiques, à la traque d'un tueur copieur répliquant les meurtres de Jack l'Éventreur.

## Distribution

### Acteurs principaux
- Rupert Penry-Jones (V. F. : Damien Ferrette) : Détective Joseph Chandler
- Phil Davis (V. F. : Thierry Wermuth) : Détective Ray Miles
- Steve Pemberton (V. F. : Denis Boileau) : Edward Buchan

### Acteurs secondaires
- Christopher Fulford (V. F. : Thierry Murzeau) : Fitzgerald (épisodes 1x01 à 2x02)
- Johnny Harris (en) (V. F. : Luc Boulad) : Détective Sanders (épisodes 1x01 à 2x03)
- Sam Stockman (en) (V. F. : Vincent de Bouard) : Détective Kent
- George Rossi (en) (V. F. : Jean-Jacques Nervest) : Détective McCormack (épisodes 1x01 à 2x03)
- Alex Jennings (V. F. : Hervé Bellon) : Commander Anderson (épisodes 1x01 à 2x03)
- Claire Rushbrook (V. F. : Julie Dumas) : Dr Llewellyn
- Ben Bishop (V. F. : Christophe Lemoine) : Détective Mansell (depuis l'épisode 2x01)
- Paul Hickey (V. F. : Bernard Lanneau) : Dr David Cohen
- Branko Tomovic (V. F. : Emmanuel Karsen) : Antoni Pricha
- Tameka Empson (V. F. : Fily Keita) : Mme Burki
- Peter Serafinowicz (V. F. : Boris Rehlinger) : Inspecteur Torbin Cazenove
- Craig Parkinson (V. F. : Jean-Pierre Michael) : Jimmy Kray & Johnny Kray
- Chrissie Cotterill (V. F. : Michelle Bardollet) : Angie Brooks
- Hannah Walters (V. F. : Véronique Alycia) : Dr Megan Riley (depuis l'épisode 3x01)
- Camilla Power (V. F. : Laura Blanc) : l'inspecteur Mina Norrow
- David Schneider (V. F. : Arnaud Arbessier) : Marcus Salter
- Paul Chequer (V. F. : Damien Witecka) : Nathan Merceron
- Lydia Leonard(V. F. : Anne Dolan) : Morgan Lamb
- Alistair Petrie (V. F. : Vincent Violette) : Dr Simon Mortlake

Version française
- Société de doublage : Nice Fellow (saison 1-2) et Creative Sound (saison 3-4)[1]
- Direction artistique : Sylvie Moreau[1]
- Adaptation des dialogues : Stéphane Lévine[1]

Sources V. F. : Doublage Séries Database

## Production
La première saison de la mini-série est écrite par Ben Court et Caroline Ip. Laura Mackie d'ITV décrit Whitechapel comme « une vision très moderne du genre du détective qui combine l'intrigue victorienne du cas original avec l'atmosphère de l'est londonien. Il ne s'agit pas seulement de recréer les meurtres de Jack l’Éventreur de façon sanguinolente, mais de se concentrer plutôt sur les trois personnages principaux, au cœur de l'histoire et l'humour noir qui lie l'équipe ».
Une deuxième saison a été commandée par ITV en septembre 2009 sur les jumeaux Kray. Le premier épisode est diffusé le 11 octobre 2010. ITV commande ensuite une troisième saison en mars 2011, qui est par la suite étendue à six épisodes, constituée de trois intrigues de deux épisodes.
Le 24 septembre 2012, la série est renouvelée pour une quatrième saison de six épisodes diffusée à partir du 4 septembre 2013.

## Épisodes

### Première saison (2009)
1. Le retour de Jack l'Éventreur (Part 1)
2. Le retour de Jack l'Éventreur (Part 2)
3. Le retour de Jack l'Éventreur (Part 3)

### Deuxième saison (2010)
1. Le retour des frères Kray (Part 1)
2. Le retour des frères Kray (Part 2)
3. Le retour des frères Kray (Part 3)

### Troisième saison (2012)
1. Retour à Whitechapel - Première enquête (Case One, Part 1)
2. Retour à Whitechapel - Première enquête (Case One, Part 2)
3. Retour à Whitechapel - Deuxième enquête (Case Two, Part 1)
4. Retour à Whitechapel - Deuxième enquête (Case Two, Part 2)
5. Retour à Whitechapel - Troisième enquête (Case Three, Part 1)
6. Retour à Whitechapel - Troisième enquête (Case Three, Part 2)

### Quatrième saison (2013)
1. Mystères à Whitechapel - Première enquête (Case One, Part 1)
2. Mystères à Whitechapel - Première enquête (Case One, Part 2)
3. Mystères à Whitechapel - Deuxième enquête (Case Two, Part 1)
4. Mystères à Whitechapel - Deuxième enquête (Case Two, Part 2)
5. Mystères à Whitechapel - Troisième enquête (Case Three, Part 1)
6. Mystères à Whitechapel - Troisième enquête (Case Three, Part 2)